# Porte Mordelaise
La porte Mordelaise (parfois orthographiée au pluriel) est un châtelet d'entrée, vestige des remparts de Rennes, dans le département français d'Ille-et-Vilaine en région Bretagne. Son emplacement date du IIIe siècle, à la création des premiers remparts, mais son architecture date principalement du XVe siècle. Il s’agissait de l’entrée principale de la ville de Rennes.
Les portes Mordelaises tiennent leur nom de la ville de Mordelles, fief important dès le XIe siècle vers lequel donne cette entrée. Elle servait d'entrée pour les cortèges et son pont-levis permettait une double protection contre les attaques.

## Architecture

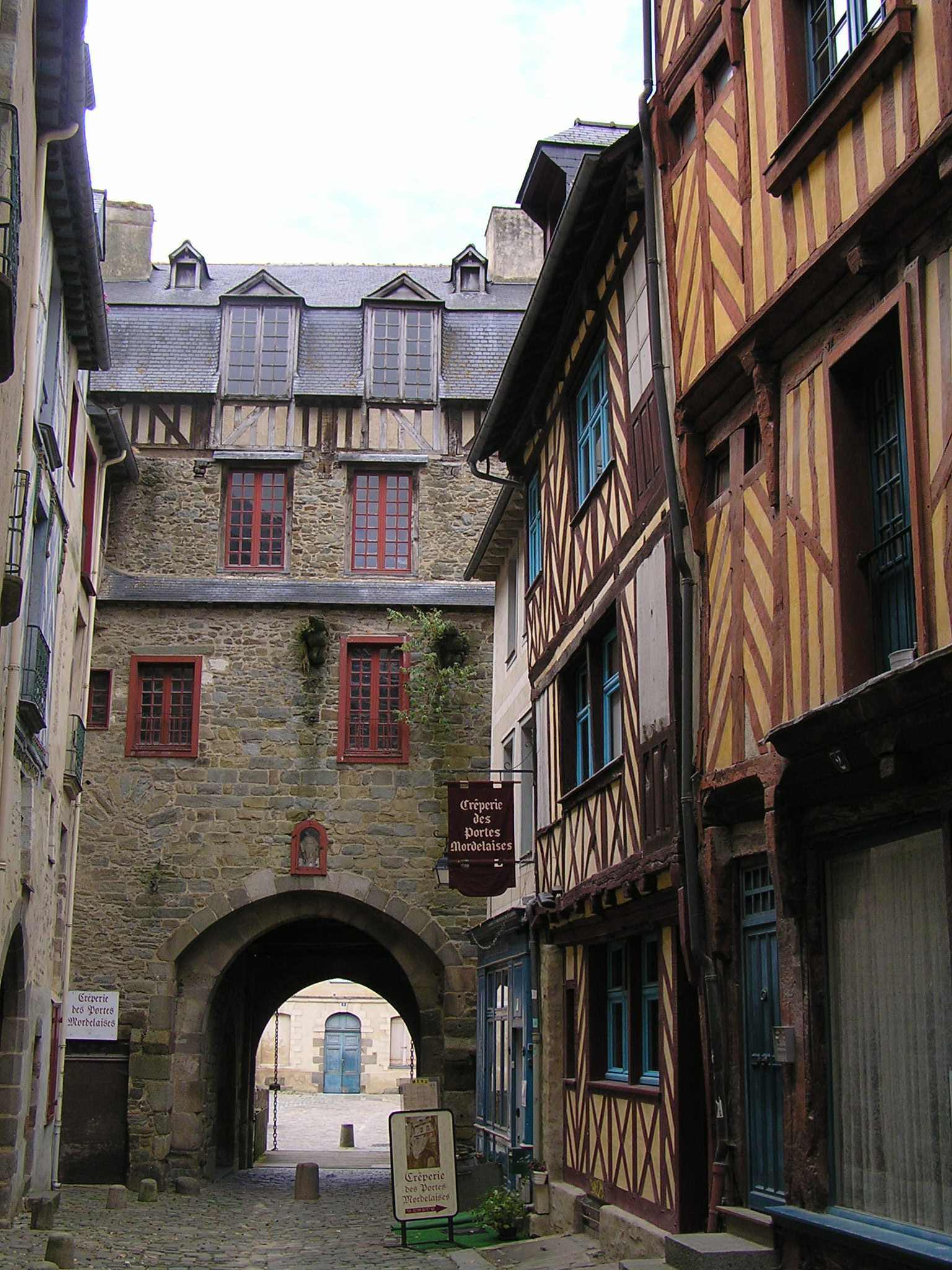
La porte Mordelaise (vue arrière).

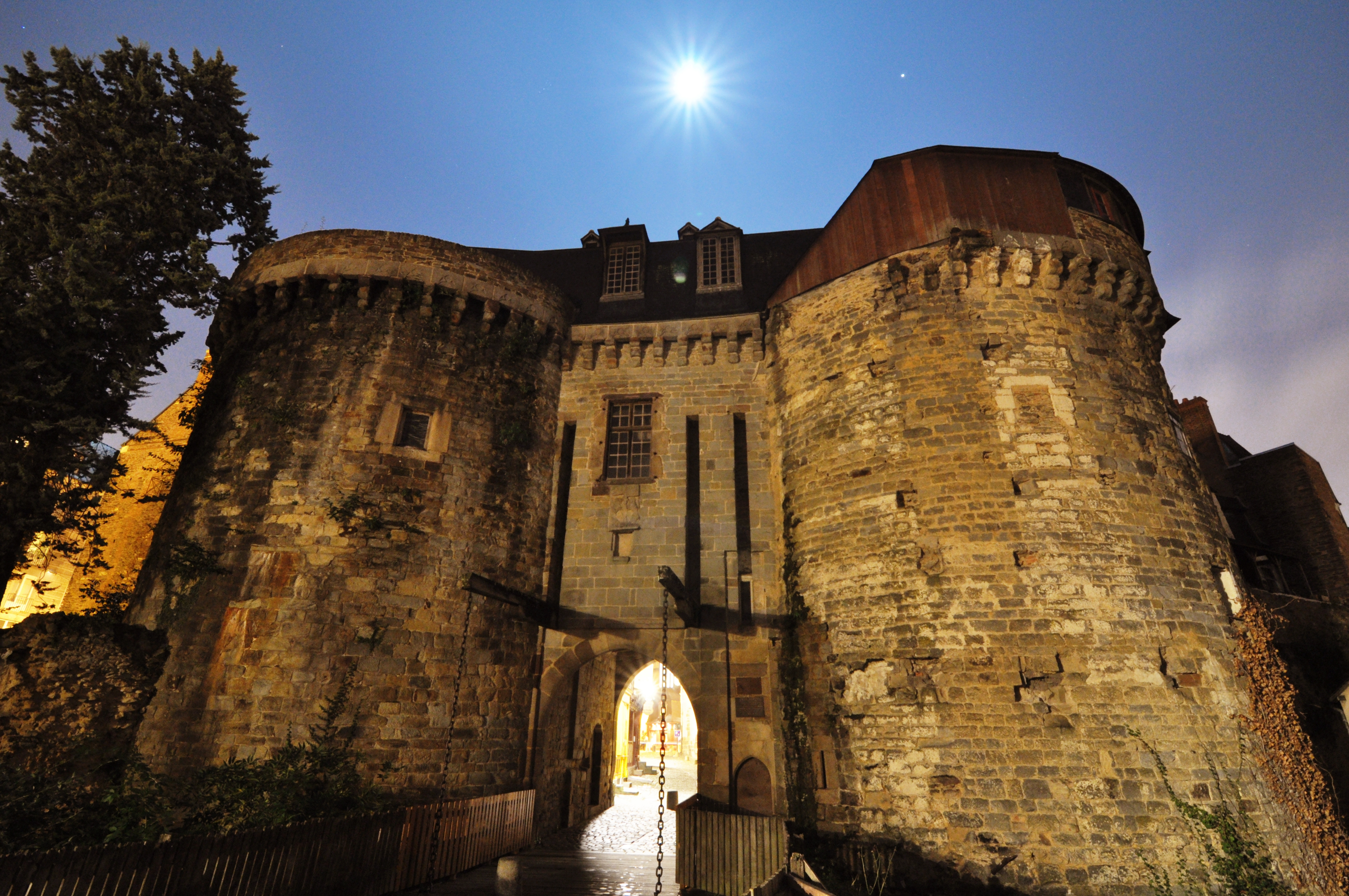
La porte Mordelaise vue par une nuit de pleine lune.

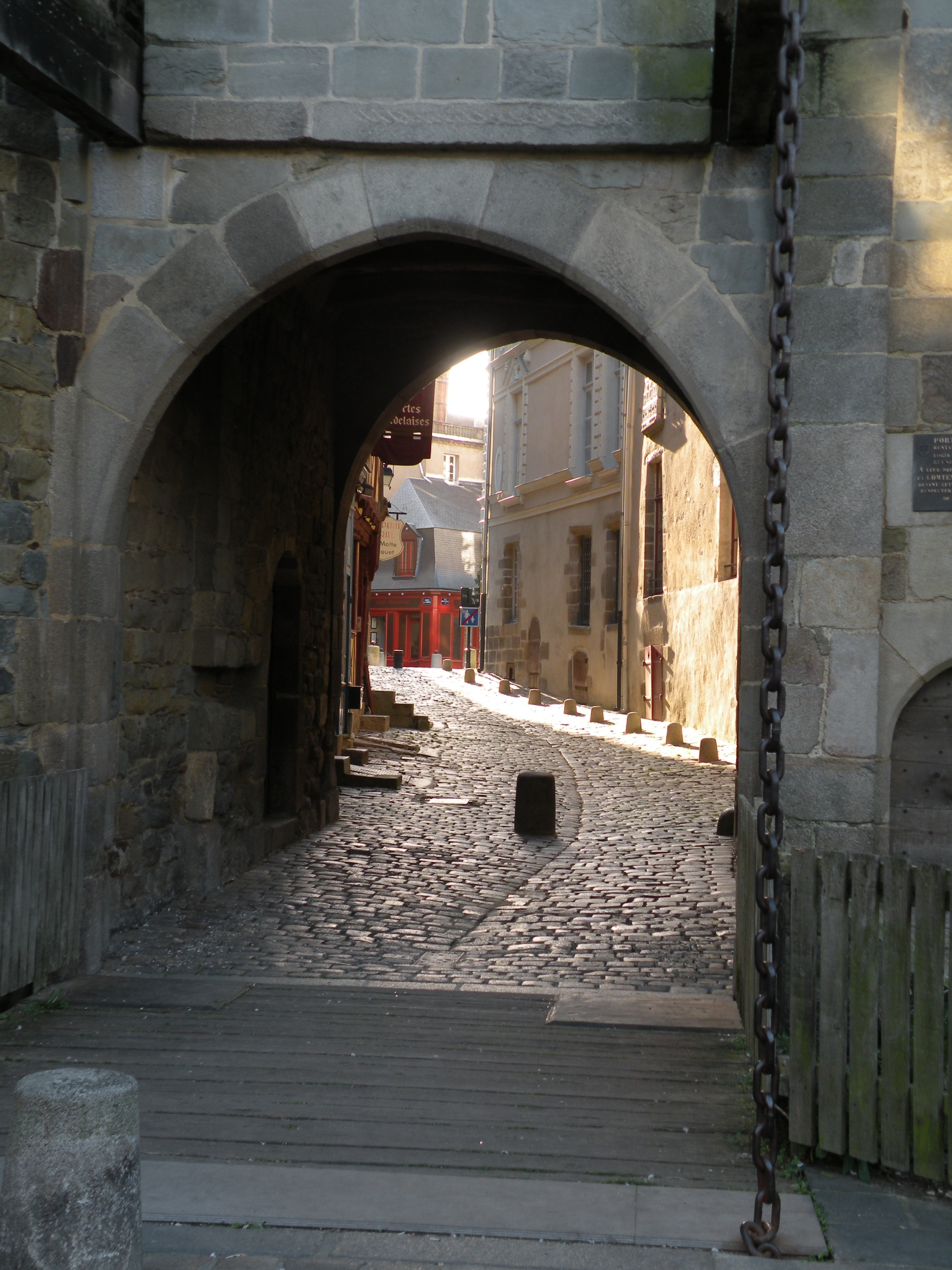
La rue des portes menant à la cathédrale.

La construction se compose d’une grande porte charretière et d’une petite porte piétonne, toutes deux en ogive, entre deux grosses tours couronnées de mâchicoulis. Ces deux portes étaient jadis fermées par des ponts-levis à potence et contrepoids, et doublées en arrière par une herse. Au-dessus de la grande porte se trouve une pierre gravée d'un blason : deux lions de part et d’autre d’une lance. C'est le drapeau des ducs de Montfort qui régnaient sur la Bretagne de 1364 à 1514.
Elle présente différents ouvrages défensifs : un fossé, un pont-levis, des mâchicoulis, ainsi que les restes d'une barbacane.

## Historique
La première enceinte de Rennes date du IIIe siècle. Les archéologues du XIXe siècle parlent de quatre portes pour la cité bretonne car la « ville romaine idéale » en comportait quatre. Elles se seraient situées à l'emplacement de la porte Mordelaise, de la porte Saint-Michel ou Chastelière, de la porte Baudrière (située au sud-est de l'enceinte près du carrefour des rues de Rohan et Beaumanoir) et de la porte Aivière située en bas de la rue Le Bouteiller près de la chapelle Saint-Yves.
Les futurs ducs devaient prêter serment devant cette entrée, elle est ainsi parfois nommée porte royale, porte ducale ou porte épiscopale[réf. nécessaire].
Elle fut rénovée plusieurs fois à partir de 1418 afin de servir de résidence aux gouverneurs de la ville, et ce jusqu’à la fin du XVIe siècle. Elle sert ensuite aux réunions de la communauté de la ville.
La porte est afféagée en 1723, alors qu’elle se trouve en très mauvais état.
Après la Révolution française, en 1793, elle devient une prison sous le nom de « porte Marat ». Comme beaucoup de toponymes révolutionnaires, elle reprend son nom initial peu de temps après. On trouve aussi une attestation de « Morzelaise » pour Mordelaise.
Le 11 juin 1926, elle est inscrite aux monuments historiques.
En 1997, la porte est de nouveau munie d'un pont-levis, réplique de celui du château de Montmuran.
Depuis 2022, le pont-levis est remplacé par un pont dormant.

### Projet de mise en valeur

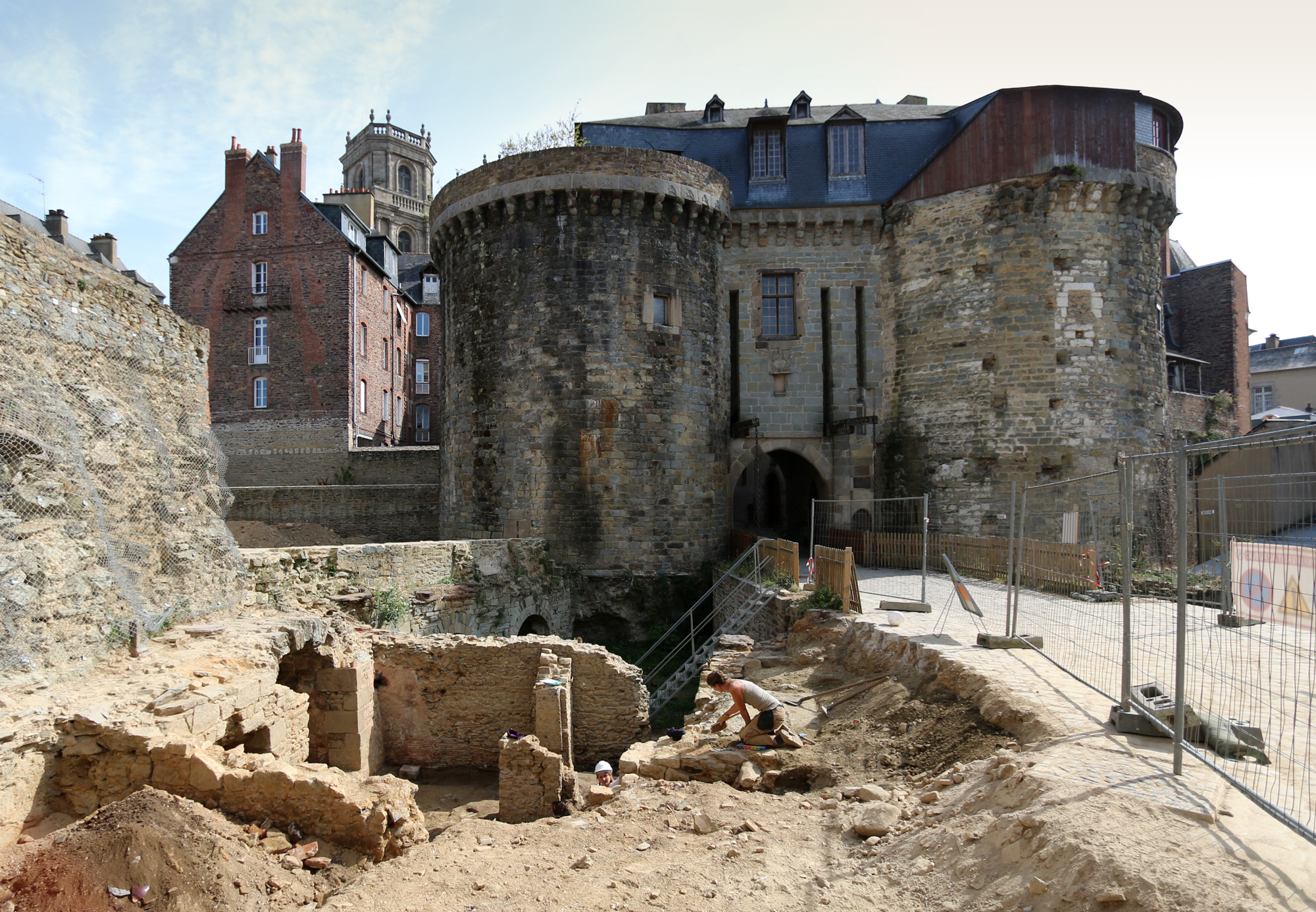
La porte Mordelaise et les fouilles archéologiques en septembre 2014.

Au fil des années, les portes Mordelaises ont un peu perdu de leur superbe, en raison notamment de leur position enclavée dans le centre historique de la ville. Cet isolement les empêche d'être bien connues des touristes alors qu'il s'agit de la seule porte fortifiée qui subsiste dans la ville.
La ville de Rennes a voté en mars 2015 un projet de mise en valeur de ces portes évalué à 10 millions d'euros. De 2012 à 2015 ont eu lieu des fouilles archéologiques préventives au pied des portes Mordelaises. En septembre 2016 ont commencé des travaux d'aménagement, pour permettre d'ouvrir une promenade de 8 mètres de large le long des remparts à l’arrière des immeubles de la rue Nantaise. Un jardin dans les douves et un circuit touristique longeant les remparts jusqu'au square Hyacinthe-Lorette et la croix de la Mission sont prévus, pour une ouverture en 2019.

## Inscription de Gordien III
Une pierre de granit gravée, dédiée à l’empereur Gordien III (vers 224-244), fut employée dans la construction de la porte. L’inscription était renversée, signe de l'utilisation d'une pierre d'un ancien bâtiment comme vulgaire pierre de taille.
Elle est mentionnée par Stendhal dans ses Mémoires d'un touriste en 1838 : « Une porte de la ville est en ogive, et l’une des pierres que l’on a employées pour la construire présente une inscription romaine. »
En 1874, cette pierre fut retirée ; elle fut offerte par M. du Chatellier, le propriétaire de l’époque, au musée de Bretagne où elle est conservée dans une de ses réserves, boulevard Villebois-Mareuil. Il s'agit d'une stèle votive érigée par le « sénat » de Rennes au IIIe siècle. Elle porte l'inscription suivante :
| Inscription                                              | Transcription | Traduction |
| -------------------------------------------------------- | --- | --- |
| IMP.CAES M.ANTONIO GORDIANO.PIO FEL.AUG.P.M.Tr P.Cos.O.R | Imperatori Caesari Marco Antonio Gordiano Pio Felici Augusto Pontifico Maximo, Tribunicia Potestate, Consuli, Ordo Riedonum | À l’empereur César Marc-Antoine Gordien pieux, heureux, auguste, le plus grand pontife, revêtu de la puissance tribunicienne, Consul, l’ordre (décurional) des Riedones. |

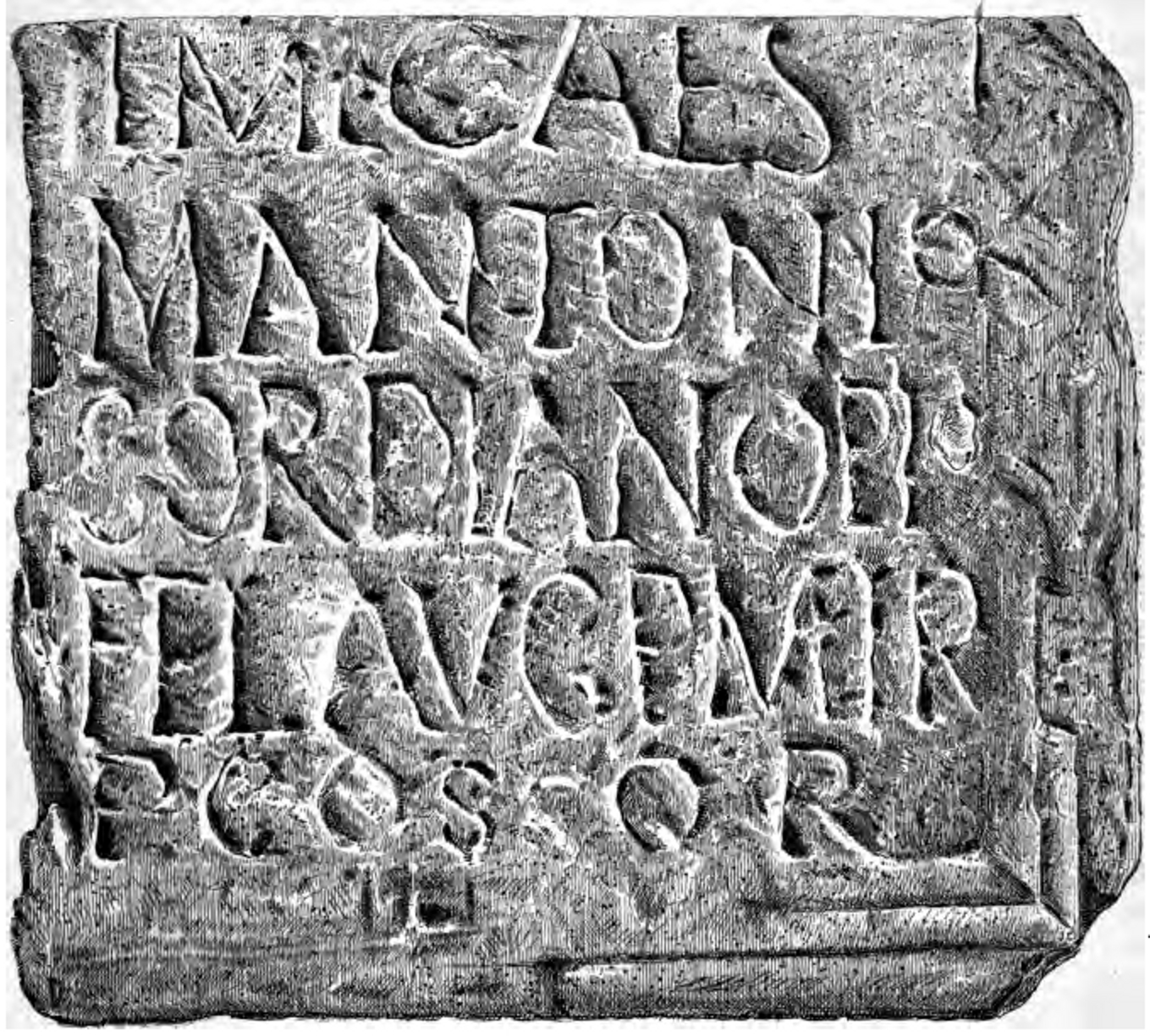
Fac-simile de la pierre publié en 1870.
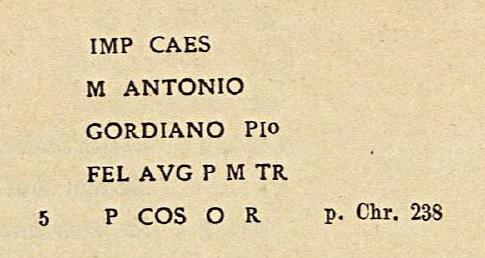
Lecture de la pierre publiée dans le CIL XIII en 1899.
Remparts de Rennes, la porte Mordelaise se situe en haut à gauche (A).

#### Ouvrage
- Robert Mowat, Études philologiques sur les inscriptions gallo-romaines de Rennes, le nom de peuple Redones, Rennes, Paris, librairie Verdier, librairie A. Franck, 1870 (lire en ligne).
- Lucien Decombe, Notices sur les Rues, Ruelles, Boulevards, Quais, Ponts, Places & Promenades de la ville de Rennes, Rennes, Alph. Le Roy fils, 1883 (lire en ligne).
- Otto Hirschfeld et Karl Zangemeister, Inscriptiones trium Galliarum et Germaniarum latinae. Fasciculus prior, Inscriptiones Aquitaniae et Lugudunensis, Berlin, Preussische Akademie der Wissenschaften, coll. « Corpus Inscriptionum Latinarum » (no XIII-1-1), 1899 (lire en ligne), p. 494 (inscription n° 3153).
- Paul Banéat, Le vieux Rennes, Paris, Réédition Lorisse, coll. « Monographies des villes et villages de France », 1999, 656 p. (ISBN 2-84435-042-9), p. 448-453.
- Alain Provost et Gilles Leroux, L'Ille-et-Vilaine, Paris, Académie des inscriptions et belles-lettres, coll. « Carte archéologique de la Gaule » (no 35), 1990, 304 p. (ISBN 2-87754-013-8), p. 193 et sq (inscription et porte).
- Marie-Pierre Baudry, « La Porte Mordelaise de la ville de Rennes », in Nicolas Prouteau, Emmanuel de Crouy-Chanel et Nicolas Fauchere (dir.), Artillerie et fortification 1200-1600, Rennes, Presses Universitaires de Rennes, 2011, coll. « Archéologie et Culture », 236 p.  (ISBN 978-2-7535-1342-6), p. 179-190.
- Emmanuelle Rosso, L'image de l'empereur en Gaule romaine : portraits et inscriptions, Paris, Ed. du Comité des travaux historiques et scientifiques, coll. « Archéologie et histoire de l'art » (no 20), 2006, 604 p. (ISBN 978-2-7355-0583-8), p. 288-289 (inscription).

#### Article scientifique
- (en) Cécile Le Faou, Manon Six, Jean-Baptiste Barreau, Elen Esnault et Jérôme Foucher, « 3D modelling of a 15th century city gate of Rennes: Portes Mordelaises », Virtual Archaeology Review, UPV, no 11,‎ 2020, p. 41-55 (ISSN 1989-9947, DOI 10.4995/VAR.2020.12653).

#### Article de presse
- M. Batt, « Rennes, fouille de sauvetage aux portes Mordelaises », Archéologie en Bretagne, no 36,‎ 1982, p. 40-41 (porte) (ISSN 0335-5233).
- Nicolas Mathieu, « L’épigraphie dans l’Ouest armoricain, historiographie et constitution des collections locales », Annales de Bretagne et des pays de l’Ouest, nos 118-3,‎ 2011, p. 125 et Fig. 2 (inscription) (ISBN 978-2-75351770-7, lire en ligne).